# Johannes Dörfler
Johannes Dörfler (* 23. August 1996 in Düsseldorf) ist ein deutscher Fußballspieler. Der Offensivspieler steht beim 1. FC Bocholt unter Vertrag und wird vornehmlich auf der rechten offensiven Außenbahn eingesetzt.

## Karriere
Nachdem er für den SV Lürrip 1910 und Borussia Mönchengladbach in der Jugend aktiv gewesen war, wechselte er 2012 zum 1. FC Mönchengladbach, für dessen erste Mannschaft er am 19. April 2015 debütierte, als er im Heimspiel gegen den 1. FC Viersen eingewechselt wurde und zum 4:0-Endstand traf. Im Anschluss daran wechselte er zum MSV Duisburg, wo er insgesamt 25 Mal (ein Tor) für die zweite Mannschaft in der Oberliga am Ball war. Der damalige Ligakonkurrent KFC Uerdingen wurde auf ihn aufmerksam und verpflichtete ihn zur Saison 2016/17. Mit den Krefeldern gelang zunächst der Aufstieg in die Regionalliga West und in der Folgesaison gar der Durchmarsch in die 3. Liga. Im Relegations-Hinspiel gegen den SV Waldhof Mannheim bereitete der eingewechselte Dörfler das 1:0 durch Maximilian Beister mit einem Solo über den halben Platz vor.
Sein Profidebüt gab er bei der 1:3-Heimniederlage gegen Unterhaching am ersten Spieltag der Drittligasaison 2018/19, als er nach der Halbzeitpause für Dennis Daube eingewechselt wurde. Sein erstes Tor erzielte er am dritten Spieltag beim 3:2-Sieg gegen den SV Meppen. Meist kam er als Einwechselspieler zum Einsatz und beendete die Saison mit den Krefeldern auf dem 11. Platz.
Zur Saison 2019/20 verpflichtete ihn der Bundesligaaufsteiger SC Paderborn 07 für zwei Jahre. Nach lediglich acht Einsätzen in der Oberliga Westfalen verlieh der Verein den Offensivspieler Ende Januar 2020 bis Saisonende an den Drittligisten FSV Zwickau. Bei den Sachsen konnte er sich im Angriff nicht durchsetzen, spielte neunmal in der Liga, wobei er überwiegend von der Bank kam. Dörfler hielt mit dem FSV knapp die Klasse und kehrte nach Saisonende zum SC Paderborn zurück. Zur Saison 2022/23 wurde er nochmal an Waldhof Mannheim verliehen.
Nachdem er nach seinem Vertragsende beim SC Paderborn zunächst vereinslos war, schloss er sich im September 2024 dem Regionalligisten 1. FC Bocholt an.
Dörfler ist ghanaischer Abstammung.

## Erfolge
KFC Uerdingen
- Meister der Regionalliga West und Aufstieg in die 3. Liga: 2018